# Lago di Cà Zul
Il lago di Cà Zul (noto anche come lago del Ciul; Lâc dal Çûl in friulano standard) è un bacino artificiale situato nel territorio comunale di Tramonti di Sopra, in provincia di Pordenone, in una piccola valle laterale della Val Tramontina, ottenuto dallo sbarramento del torrente Meduna, e ricadente interamente all'interno dei confini orientali del parco naturale delle Dolomiti Friulane.
La diga, con un coronamento di 160 metri, è stata costruita fra il 1962 e il 1965.

## Descrizione
È spesso associato ad altri due laghi artificiali poco distanti: il lago di Redona (noto anche come lago dei Tramonti) e il lago di Cà Selva.
Il lago, che si trova in posizione isolata rispetto alla rete stradale, è raggiungibile tramite sentieri o percorrendo la strada di accesso costituita da due lunghe gallerie scavate nella roccia (dove però vige il divieto di transito, essendo proprietà privata, anche se non vi sono barriere fisiche) che ha inizio presso la diga di Cà Selva.

### Dati tecnici
- Superficie 0,45 km²
- Superficie del bacino imbrifero 40 km²
- Altitudine alla massima regolazione 596 m s.l.m.
- Quota massima del bacino imbrifero 2306 m s.l.m.
- Volume 9,8 milioni di m³